# Janusz Jaroń
Janusz Jaroń, właśc. Janusz Machowski (ur. 3 lipca 1907 w Krzeszowicach, zm. 31 lipca 1960 w Warszawie) – polski aktor filmowy i teatralny.

## Życiorys

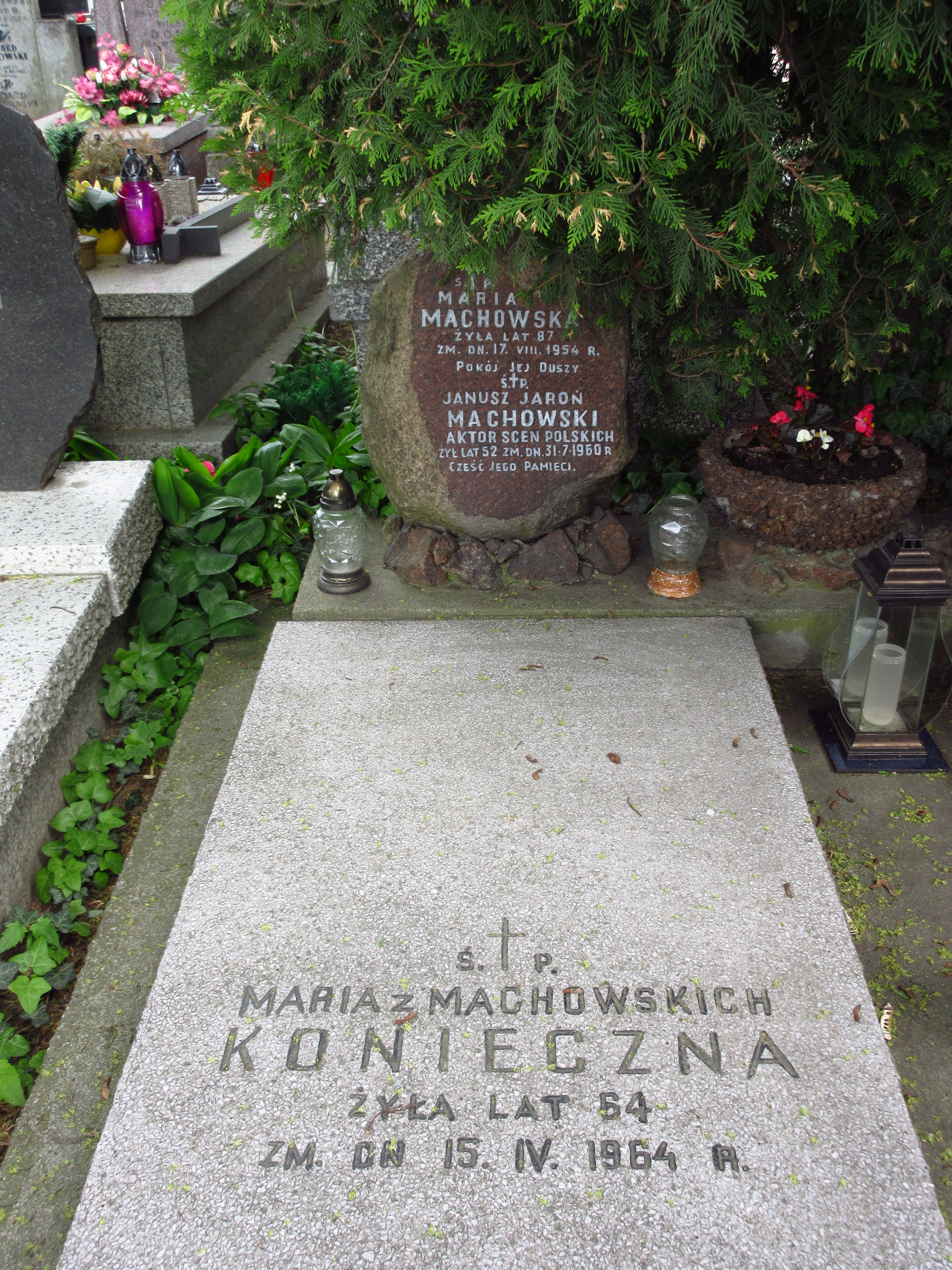
Grób Janusza Jaronia na cmentarzu Bródnowskim

Urodził się w rodzinie Jana i Marii (zm. 1954) Machowskich. Ukończył gimnazjum, następnie uczył się w prywatnej szkole dramatycznej. W 1928 zdał egzamin aktorski przed Komisją ZASP. Na scenie zadebiutował w 1928, w filmie w 1938. Występował w Teatrze Miejskim w Toruniu (1928–1932), Teatrze Wołyńskim w Łucku (1932–1934), Teatrze Polskim w Poznaniu (1934–1935), Teatrze Letnim w Warszawie (sezon 1937/38), Teatrze im. Juliusza Słowackiego w Krakowie (sezon 1938/39).
Podczas okupacji niemieckiej pracował jako ekspedient i magazynier.
W latach 1946–1949 grał w Teatrze Kameralnym w Łodzi, potem wraz z zespołem przeniósł się do Warszawy do Teatru Współczesnego, w którym pozostał do 1958. Od 1958 należał do zespołu Teatru Polskiego. Od 1949 występował w słuchowiskach Teatru Polskiego Radia, od 1956 w spektaklach Teatru Telewizji.
19 stycznia 1955 na wniosek Ministra Kultury i Sztuki został odznaczony Medalem 10-lecia Polski Ludowej.
Zmarł w Warszawie, pochowany został 4 sierpnia 1960 na cmentarzu Bródnowskim (kwatera 90B-6-9/10).

## Filmografia
- 1938 – Profesor Wilczur (lekarz w klinice)
- 1950 – Pierwszy start (inżynier Studziński)
- 1953 – Domek z kart (policjant)
- 1953 – Żołnierz zwycięstwa (Eustachy Terecki)
- 1954 – Pod gwiazdą frygijską (Chrobotek)
- 1954 – Uczta Baltazara (Konrad Uriaszewicz)
- 1955 – Godziny nadziei (oficer sztabowy)
- 1957 – Król Maciuś I (minister sprawiedliwości)

Źródło: Filmpolski.pl.

## Spektakle Teatru Tv
- 1956 – Muchy (Jowisz)
- 1956 – Człowiek i cień (Tajny radca)
- 1957 – Antygona
- 1958 – Mur
- 1959 – Jezioro Bodeńskie (Leutnant)
- 1959 – Szpieg
- 1960 – Proces Joanny d’Arc (Massieu)

Źródło: Filmpolski.pl.